# ملکه شب
ملکه شب (نام علمی: Epiphyllum oxypetalum) نام یک گونه از سرده اپیفیلوم است.